# Брахмастра
Брахма́стра (санскр. ब्रह्‍मास्‍त्र, IAST: Brahmāstra «Оружие Брахмы») — оружие, описываемое в Пуранах, «Махабхарате» и «Рамаяне». Брахмастру иногда сравнивают с современным ядерным оружием. Описывается, что это самое мощное и смертельное из всех существующих видов оружия. Брахмастру невозможно отразить или защититься от её разрушительной силы. Это очень точное оружие, никогда не проходящее мимо своей цели и полностью уничтожающее её. Брахмастра может использоваться как с целью поражения одного человека, так и всей вражеской армии. Говорится, что брахмастра активируется посредством особой медитации на творца вселенной Брахму и может использоваться только один раз в жизни. Чтобы привести брахмастру в действие, необходимо достигнуть высокого уровня умственного сосредоточения. Так как Брахма является творцом вселенной и первым живым существом, получившим ведическое знание, брахмастра была создана им с целью защищать принципы дхармы и со способностью уничтожить любое живое существо во вселенной. Описывается, что применение брахмастры приводит к огромному разрушению. Весь растительный и животный мир в радиусе действия брахмастры вымирает, женщины и мужчины становятся бесплодными, выпадают волосы, появляются язвы. Воду нельзя пить, а еду есть. Наступает жестокая засуха и в засохшей земле появляются большие трещины.
В «Махабхарате» брахмастра используется в поединке между Арджуной и Ашваттхамой. Ашваттхама, оказавшись безоружным перед Арджуной, берёт с земли соломинку, произносит специальные мантры, приводит в действие брахмастру и направляет её против Арджуны. Чтобы отразить удар противника, Арджуна также активизирует брахмастру. Однако столкновение двух брахмастр способно разрушить всю вселенную и Арджуна останавливает свою брахмастру. Ашваттхама, однако, не знает, как сделать это и посылает брахмастру против внука Арджуны Парикшита, всё ещё находящегося во чреве своей матери. На помощь приходит Кришна и спасает младенца от верной смерти.
В «Рамаяне» брахмастра используется Рамой для нанесения последнего удара в поединке с Раваной. Брахмастра также использовалась Индраджитом против Ханумана.